# Lukas Moser

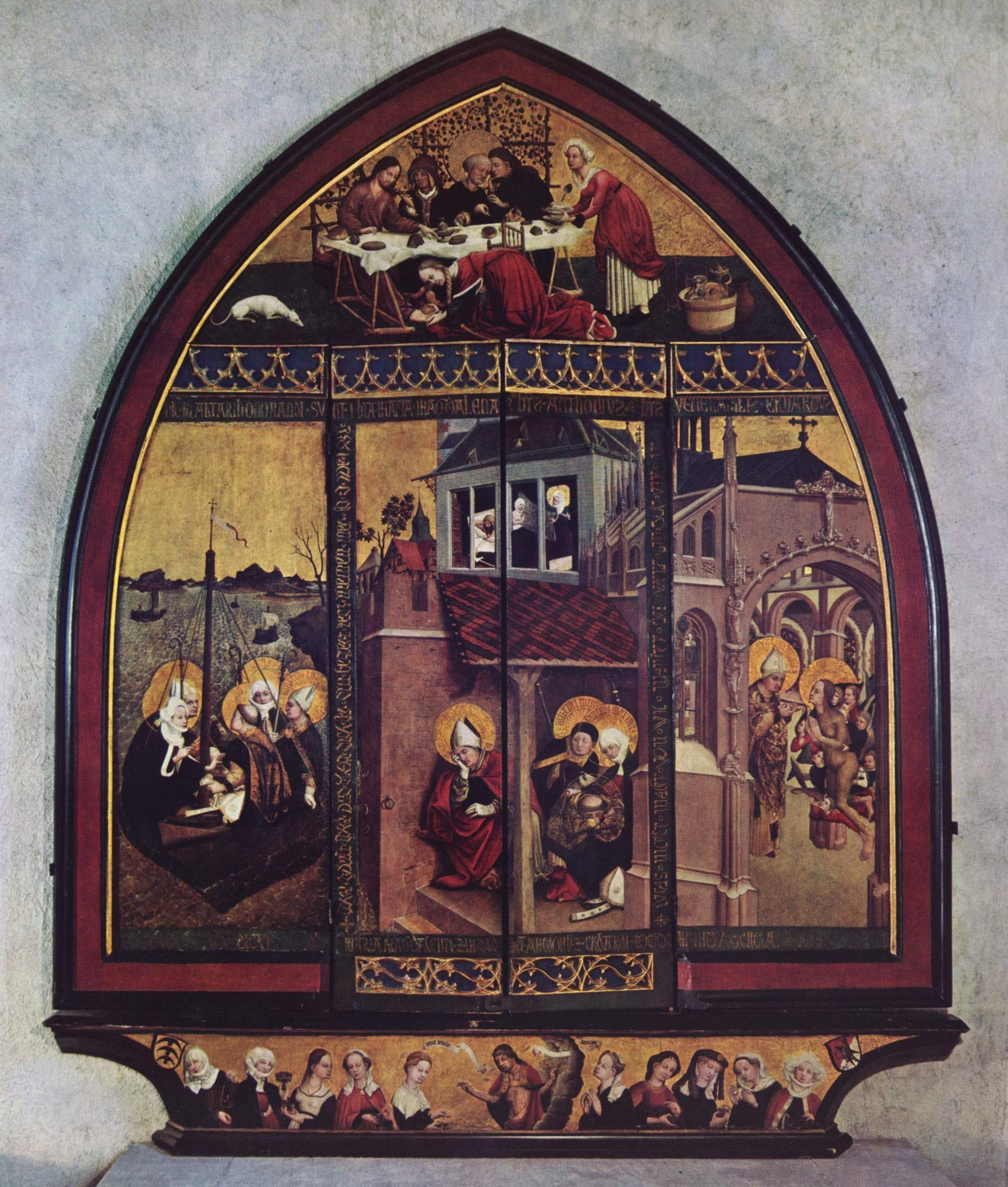
Retábulo de Santa María Magdalena

Lukas Moser, também Lucas Moser (1390 - 1434) foi um pintor gótico originário de Weil der Stadt, perto de Stuttgart. Trabalhou principalmente em Ulm.
Deve sua fama a sua obra-prima: o retábulo do altar de Madalena (Magdalenenaltar) na igreja paroquial de Tiefenbronn. Foi feito em 1432 utilizando uma técnica mista sobre madeira. Tem fortes influências do realismo flamengo e mostra a grande capacidade de observação do artista.

## Biografia
Moser nasceu em Ulm e faz parte da escola inicial de artistas de Ulm, como Hans Multscher. Não se sabe muito sobre sua vida. O nome de Moser é conhecido apenas através de uma inscrição no quadro do retábulo acima do altar da igreja paroquial de Santa Maria Madalena em Tiefenbronn. Este retábulo é um trabalho significativo que representa uma mudança do estilo gótico internacional para um estilo e técnica de realismo mais natural, semelhante à pintura precoce neerlandesa. 